# Idioma muisca
El idioma muisca, muysca, o chibcha (autoglotónimo muysc cubun */mʷɨskkuβun/), es una lengua perteneciente al subgrupo magdalénico de la familia lingüística chibchense que está hablada en el actual territorio del altiplano cundiboyacense, principalmente en Tunja y Bogotá. Debido al gran número de sus hablantes, en 1580 fue declarada Lengua General del Nuevo Reino de Granada. Se crearon cátedras de Lengua General en Santa Fe donde se enseñaba el idioma muisca a los sacerdotes que  debían evangelizar a los indígenas de los «valles de Bogotá y Tunja», epicentros de sus dos principales dialectos. El idioma muisca es conocido gracias a las crónicas y las "fuentes primarias de la lengua muisca", cinco documentos de corte lingüístico elaborados a finales del siglo XVI y comienzos del siglo XVII por misioneros de las órdenes dominica y agustiniana con el único interés de evangelizar a los indígenas muiscas. 
Estas actividades estimularon la elaboración de gramáticas, catecismos y vocabularios, unos manuscritos y otros impresos, que hicieron pasar el idioma muisca de lengua ágrafa a lengua escrita, lo que permitió a filólogos y lingüistas del siglo XIX acercarse al conocimiento de dicha lengua, extinguida oficialmente a raíz de la Real Cédula de Carlos III que ordenó el 16 de abril de 1770 la enseñanza del castellano como lengua oficial del Imperio. Sin embargo, desde mucho antes el idioma muisca había dejado de hablarse en algunos lugares del altiplano, como prueba el hecho de que en Tabio, el 17 de marzo de 1751, el Fiscal Protector don Juan Antonio Peñalver inició visita a dicho municipio y a su agregado Subachoque, pregonando en la plaza «por voz de lengua española por no hablarse ya la de los indios».

### Fuentes primarias de la lengua

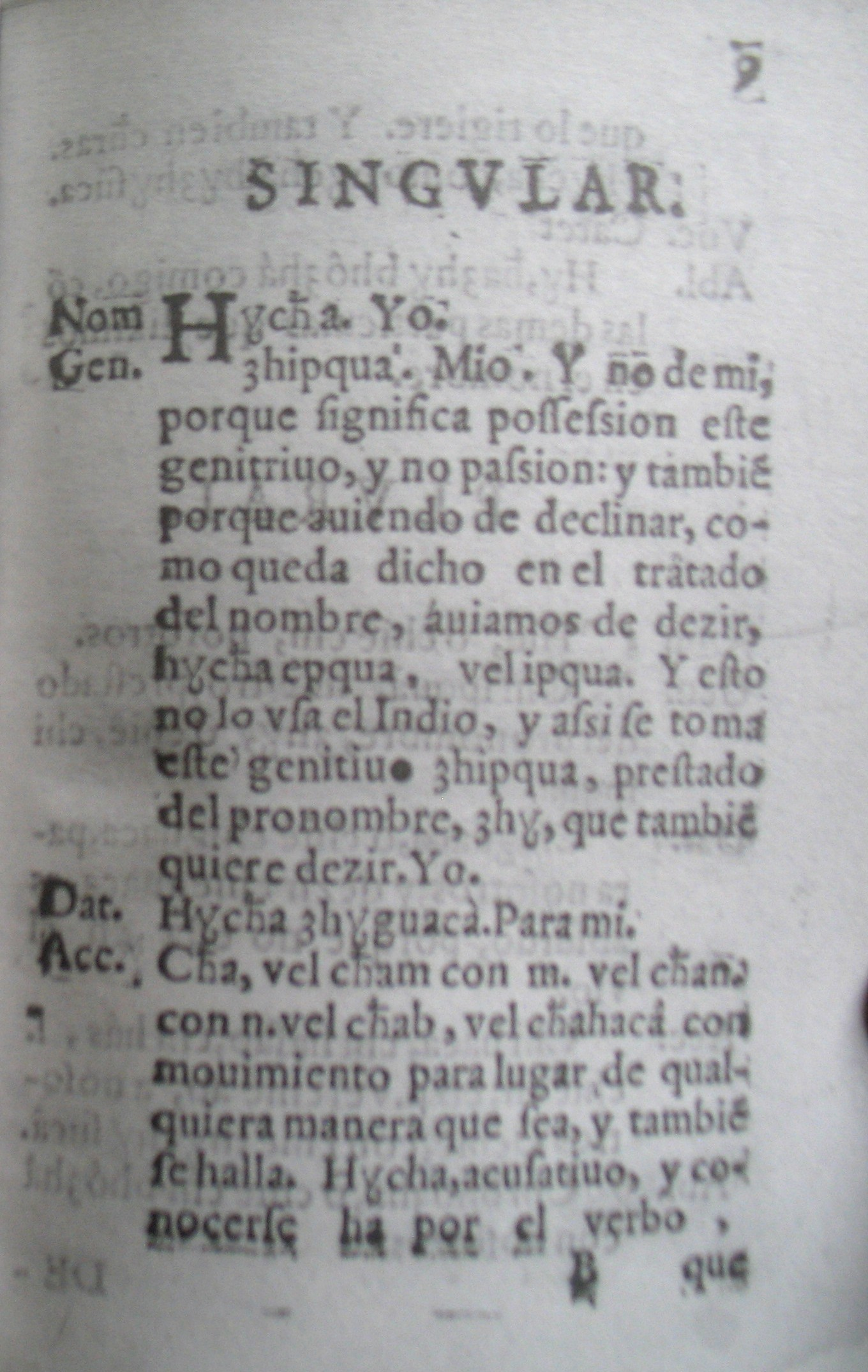
Folio 9 recto de la Gramática en la lengua general del Nuevo Reino, llamada Mosca, de fray Bernardo de Lugo, impresa en Madrid, España, en 1619.

## Clasificación lingüística

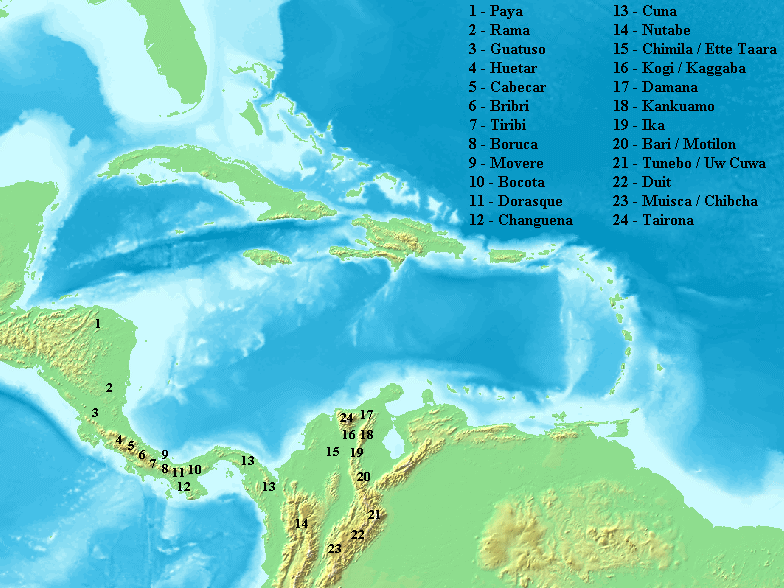

### Gramática

"Guarismos" muiscas según la descripción del Padre José Domingo Duquesne (1745-1821). Se muestran las versiones de los glifos tal y como fueron publicadas en las obras El Dorado por Liborio Zerda (1882), Compendio Histórico del descubrimiento y colonización de la Nueva Granada, por Joaquín Acosta (1848), y Sitios de las cordilleras monumentos de los pueblos indígenas de América por Alexander von Humboldt (1878).

## Historia